# Aplysia robertsi
Aplysia robertsi is een slakkensoort uit de familie van de Aplysiidae. De wetenschappelijke naam van de soort is voor het eerst geldig gepubliceerd in 1895 door Pilsbry.